# Mehmet Şerif Pascha

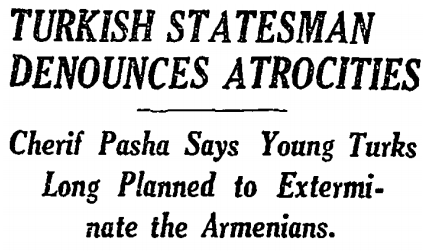
Schlagzeile der New York Times am 10. Oktober 1915: Scherif Pascha sagt, dass die Jungtürken die Vernichtung der Armenier schon lange planten.

Mehmet Şerif Pascha oder auch kurz Şerif Pascha (* 1865, Üsküdar, Istanbul; † 22. Dezember 1951 in Catanzaro/Italien) war ein ranghoher osmanischer Offizier und Politiker kurdischer Ethnizität.

## Werdegang und politische Laufbahn
Mehmet Şerifs Familie stammt von einem Seitenzweig der kurdischen Baban von Sulaimaniyya im heutigen Irak ab. Sein Vater Said Pascha war zweimal osmanischer Außenminister und sein Sohn strebte ebenfalls eine politische Laufbahn an. Mehmet Şerif absolvierte die Königliche Schule (Mekteb-i Sultani, das heutige Galatasaray-Gymnasium) in Istanbul. Danach besuchte er die französische Militärschule Saint-Cyr. Seine politische Karriere begann er im Außenministerium. Danach stieg er zum Militärattaché für Berlin und Paris auf. Zwischen 1898 und 1908 war er der osmanische Botschafter für Schweden. Eine Zeitlang war er der Vorsitzende des osmanischen Staatsrat (Şûrâ-yı Devlet). Mehmet Şerif hat viele internationale Orden wie aus Rumänien, dem Iran und Spanien erhalten. Unter anderem erhielt er auch eine Auszeichnung vom Papst und das Abzeichen der französischen Ehrenlegion. 
1895 wurde Şerif Mitglied des Komitees für Einheit und Fortschritt (İttihat ve Terakki Cemiyeti). Als dieses 1908 an die Macht kam und den Sultan weitgehend entmachtet hatte, trat Mehmet Şerif aus der Partei aus. Er warf ihr Machtmissbrauch und Unterdrückung vor. Außerdem war er dagegen, dass Offiziere sich als Parteimitglieder in die Politik einmischten. Als er immer mehr gegen das Komitee agitierte, wurde er als Regierungsgegner und Revolutionär bezeichnet und der Verwicklung in die Ermordung des osmanischen Großwesirs Mahmud Şevket Pascha verdächtigt. Am 12. Juni 1913 wurde er zum Tode verurteilt. In Paris wurde am 14. Januar 1914 ein Attentat auf ihn verübt. Das Todesurteil wurde von der Nachfolgeregierung unter Ahmed Tevfik Pascha 1918 aufgehoben.

## Kurdische Politik
Nach 1918 wandte sich Mehmet Şerif der kurdischen Nationalbewegung zu. Die Niederlage der Osmanen im Ersten Weltkrieg, das Aufkommen des türkischen Nationalismus und der Umstand, dass Mehmet Şerif kein Amt in der neuen osmanischen Regierung erhielt, veranlassten ihn dazu, sich von der Regierung zu distanzieren. 1918 wurde er Mitglied der Kürdistan Teali Cemiyeti, in der schon vorher sein Bruder Fuat Pascha Mitglied war. Da er im Ausland sehr bekannt war, trat er als Vertreter der Kürdistan Teali Cemiyeti im Ausland auf. Doch im Gegensatz zu anderen führenden Mitgliedern aus der Familie Bedirxan Begs und der Familie Scheich Ubeydallahs sprach Mehmet Şerif kein Kurdisch. Abgesehen von ein paar Aufenthalten als Kind in seiner Heimat hatte er keinen Bezug zu seinem Ursprung.

## Vertrag von Sèvres
Bei den Friedensverhandlungen 1919 zwischen den Osmanen und der Triple Entente in Sèvres bei Paris trat Mehmet Şerif als kurdischer Delegierter auf. Er forderte einen kurdischen Staat, an dessen Spitze er sich als König sah, und wollte dies im Vertrag durchsetzen. Ebenfalls bei den Verhandlungen anwesend war der armenische Gesandte Boghos Nubar Pascha, der für Schaffung eines armenischen Staates eintrat, wobei beide Seiten teilweise das gleiche Land beanspruchten. Am 20. November 1919 einigten sie sich. Doch die Einigung führte zu Protesten seitens der Kurden in Ostanatolien, die ihr Land nicht an die Armenier abtreten wollten. Sie erkannten Mehmet Şerif nicht als ihren Vertreter an. Mehmet Şerif zog sich daraufhin aus den Verhandlungen zurück. Im April 1920 musste er auf Druck der Regierung in Istanbul seine Loyalität gegenüber Sultan und Reich bekunden und sich komplett aus der kurdischen Politik zurückziehen. Nach der Gründung der Republik Türkei 1923 entschloss er sich nicht mehr in die Türkei zurückzukehren und lebte von da an in Kairo. Mehmet Şerif starb Ende 1951 in der italienischen Stadt Catanzaro. Sein Leichnam wurde in Ägypten beigesetzt.

## Ehe
Mehmet Şerif war zweimal verheiratet. Seine erste Ehefrau Emine stammte aus der ägyptischen Familie der Kavali und war die Schwester des osmanischen Großwesirs Said Halim Pascha. Sie heirateten 1890. Da sie die Aktivitäten ihres Ehemannes gegen das Komitee für Einheit und Fortschritt unterstützte, durfte sie mehrere Jahre nicht in das Osmanische Reich einreisen. Obwohl sie keine Kurdin war, engagierte sie sich stark in der Kürdistan Teali Cemiyeti.
Über seine zweite Ehefrau Melle Edwige Pairani ist nicht viel bekannt.